# Emil Bergman
Emil Bergman (* 28. Juli 1908 in Gävle; † 13. April 1975 in Stockholm) war ein schwedischer Eishockeyspieler. 

## Karriere
Auf Vereinsebene spielte Emil Bergman ausschließlich für den Nacka SK. Von 1926 bis 1934 trat er mit seiner Mannschaft in der schwedischen Meisterschaft an. Aufgrund seiner Vereinstreue erhielt er den Spitznamen Nacka. 

### International
Für Schweden nahm Bergman an den Olympischen Winterspielen 1928 in St. Moritz teil, bei denen er mit seiner Mannschaft die Silbermedaille gewann. Als bestes europäisches Team bei den Olympischen Winterspielen gewann er mit seiner Mannschaft den Europameistertitel. Zudem stand er im Aufgebot seines Landes bei der Weltmeisterschaft 1931. 

## Erfolge und Auszeichnungen
- 1928 Silbermedaille bei den Olympischen Winterspielen